# Ievgueni Andréiev
Ievgueni Nikolàievitx Andréiev, rus: Евгений Николаевич Андреев fou un paracaigudista rus i soviètic. Posseeix el rècord oficial per la caiguda lliure més llarga, després de recórrer 24.500 m sense paracaigudes, des d'una altura de 25.460 m, prop de la ciutat russa de Saràtov, l'1 de novembre de 1962.